# Les Rats (Hauptmann)
Les Rats (Die Ratten) est un drame théâtral en cinq actes de Gerhart Hauptmann, créé en 1911, un an avant que l'auteur ne reçoive le prix Nobel de littérature. 
Contrairement à d'autres pièces de Hauptmann, telles que Les Tisserands (1892) et L'Assomption de Hannele Mattern (1893), celle-ci ne semble jamais avoir été jouée à Broadway.

## Personnages
- Harro Hassenreuter, ancien directeur de théâtre
- Mme Harro Hassenreuter
- Walburga, leur fille
- Pasteur Spitta
- Erich Spitta, postulant des ordres, son fils
- Alice Ruetterbusch, comédienne
- Nathanael Jettel, acteur de la cour
- Kaeferstein, Dr. Kegel, élève de Hassenreuter
- Jean, contremaître maçon
- Mme John, femme de ménage des Hassenreuter
- Bruno Mechelke, son frère
- Pauline Pipercarcka, une servante
- Mme Sidonie Knobbe
- Selma, sa fille
- Quaquaro, intendant
- Mme Kielbacke
- Le policier Schierke
- Deux bébés

## Résumé
À Berlin, fin du XIXe ou début du XXe siècle.
Mme Jette John, gouvernante de Harro Hassenreuter, un ancien directeur de théâtre, réprimande Pauline, enceinte mais célibataire, d'avoir voulu revenir à un amant sans valeur dans l'intention de l'oublier. Sans enfant après avoir perdu Adelbert, son propre bébé, il y a trois ans, Jette propose de s'en occuper elle-même malgré le fait qu'elle soit contrainte de vivre dans des conditions de « moisissure et poudre d'insecte ». Pour aider Jette, Harro lui apporte un chauffe-biberon. Après la naissance du bébé, Jette remarque que les cheveux du garçon sont de la même couleur et de la même nuance que ceux d'Adelbert et elle lui donne donc le même nom et les mêmes motifs pour garder le garçon comme le sien. Lorsque Pauline revient pour savoir comment va son bébé, Jette lui tape fort sur l'oreille. Regrettant ce geste, elle se gifle. Mais lorsque Pauline demande à voir le bébé une seconde fois, elle lui jette des regards haineux. Sous la pression de sa logeuse qui est au courant de la naissance, Pauline en a informé le bureau de l'état civil et maintenant un homme du bureau des tuteurs va venir.
Fille de Harro, Walpurga aime son tuteur, Erich Spitta, qui ambitionne de devenir acteur et dramaturge. Ignorant son attachement, Harro lui donne des cours de théâtre avec deux autres élèves dans La Fiancée de Messine de Schiller. Harro se querelle avec Erich au sujet des formes d'art dramatique, le premier favorisant Schiller, le second Lessing. « Vous êtes un rat, pour ainsi dire », affirme Hassenreuter. « Un de ces rats qui commencent, dans le domaine de la politique, à saper notre glorieux Empire allemand récemment uni. Ils essaient de nous priver de la récompense de nos travaux. Et dans le jardin de l'art allemand, ces rats rongent les racines de l'arbre de l'idéalisme ». Dans la chambre de son fils, le pasteur Spitta découvre une photographie de Walpurga et, ne sachant pas qu'elle est sa fille, la montre à Harro. En conséquence, Harro avertit sa fille de rejeter Erich, ou bien il la répudiera.
Pour garder Adelbert comme sien, Jette vole un bébé à Sidonie, une alcoolique et morphinique qui a du mal à s'en occuper, et le substitue à la place d'Adelbert en fuyant avec le bébé de Pauline. Pauline revient et dit à Harro que Jette a son bébé, jugé par les autorités comme négligé. Un peu plus tard, Sidonie alerte tout l'immeuble en affirmant confusément que son propre bébé a été volé. Pauline nie cela, pensant que c'est la sienne. Lorsque Hassenreuter le regarde, le bébé est mort. Jette convainc son mari, Paul, qu'elle a accouché alors qu'il était hors de la ville au travail en tant que contremaître-maçon et a emmené le bébé chez sa sœur mariée à la campagne. Un de ses amis, Emil Quaquaro, l'informe de la mort du bébé de Sidonie, ainsi que des agissements de Bruno, son frère. « Ils savent au poste de police que Bruno a été vu en compagnie de la fille polonaise qui voulait réclamer cet enfant ici, d'abord juste devant la porte ici et ensuite à un certain endroit de la rue Shore où les tanneurs perdent parfois leur tremper les peaux », révèle-t-il. « Et maintenant, la fille a disparu. Je ne sais rien des détails, sauf que la police est à la recherche de la fille ». Pendant ce temps, Erich se dispute avec son père à propos de Walperga et ils se séparent. Quand Erich rencontre Jette, elle s'exprime de manière incohérente. Lorsque Erich ahuri s'en va, Jette et Paul reçoivent la visite de Bruno. Paul charge son revolver comme avertissement de ne jamais revenir et s'en va. Au grand désarroi de Jette, Bruno révèle qu'au lieu de lui faire peur comme prévu, il a assassiné Pauline. Elle a refusé de céder son bébé. « Et tout d'un coup, elle est allée me prendre à la gorge et j'ai pensé que ce serait la fin de moi alors et là », dit-il. « Comme un mec, elle est allée pour moi chaude et lourde ! Et puis... alors je me suis un peu excité aussi- et puis, eh bien... c'est comme ça que ça s'est passé... »
Sachant qu'Erich et Walpurga s'aiment, Teresa, la femme de Harro, tente d'intervenir en leur faveur auprès de son mari. A peine nommé directeur d'un théâtre, il promet d'exprimer une vision plus clémente de la question. Il révèle à Jette que le bébé de Sidonie est mort, ainsi que la nouvelle que les policiers ont découvert qu'elle n'est jamais allée avec le garçon chez la sœur de son mari, ayant été aperçue près du parc près de la rivière.
Paul est fatigué de vivre dans une maison infestée de rats et décide d'amener le bébé chez sa sœur, mais Jette révèle que l'enfant n'est pas le sien. La fille de Sidonie, Selma, arrive et les informe que la police a conclu qu'elle lui a ramené le bébé de Pauline du loft de Harro. Morceau par morceau, Paul découvre la vérité sur les manigances de sa femme. Dans un accès de rage et de désespoir, Jette s'empare du bébé, mais est empêchée de partir avec lui. Elle se précipite aveuglément et avant que quiconque puisse l'empêcher, elle se tue au milieu de la rue.

## Adaptations cinématographiques
Cinq films allemands ont été adaptés de la pièce de Hauptmann, tous intitulés Die Ratten :
- Un film de 1921, Die Ratten, réalisé par Hanns Kobe avec Eugen Klöpfer, Blandine Ebinger, Emil Jannings et Lucie Höflich[3]
- Un film de 1955 Die Ratten, réalisé par Robert Siodmak, avec Maria Schell, Curd Jürgens et Heidemarie Hatheyer[4]
- Un film 1959, réalisé par John Olden[5]
- Un film 1969, réalisé par Peter Beauvais avec Peter Mosbacher[6]
- Un film 1977, réalisé par Rudolf Noelte, avec Cordula Trantow, Günter Lamprecht, et Gottfried John[7]